# Ferrita acicular
La ferrita acicular es una microestructura de ferrita en acero que se caracteriza por cristalitas o granos en forma de aguja cuando se ve en dos dimensiones. Los granos, en realidad de forma tridimensional, tienen una forma lenticular delgada. Esta microestructura es ventajosa sobre otras microestructuras debido a su ordenamiento caótico, que aumenta la tenacidad.
 La ferrita acicular se forma en el interior de los granos austeníticos originales mediante la nucleación directa de las inclusiones, lo que da como resultado agujas de ferrita cortas orientadas al azar con una apariencia de "tejido de cesta". La ferrita acicular también se caracteriza por los límites de alto ángulo entre los granos de ferrita. Esto reduce aún más la posibilidad de escisión, porque estos límites impiden la propagación de grietas.
En los metales de soldadura de acero C-Mn, se informa que la nucleación de varias morfologías de ferrita es ayudada por la inclusión no metálica; en particular, las inclusiones ricas en oxígeno de un cierto tipo y tamaño están asociadas con la nucleación intragranular de la ferrita acicular, como se observa, por ejemplo, en,. La ferrita acicular es un constituyente fino de Widmanstätten, que es nucleado por una óptima dispersión intragranular de partículas de óxido / sulfuro / silicato. La naturaleza de enclavamiento de la ferrita acicular, junto con su tamaño de grano fino (0.5 a 5 um con relación de aspecto de 3: 1 a 10: 1), proporciona la máxima resistencia a la propagación de grietas por escisión.
El control de la composición del metal de soldadura se realiza a menudo para maximizar la fracción de volumen de ferrita acicular debido a la dureza que imparte. Durante el enfriamiento continuo, los contenidos más altos de aleación o el enfriamiento más rápido generalmente retrasan la transformación, que luego tendrá lugar a temperaturas más bajas, por debajo de la temperatura de inicio de bainita y dará lugar a una mayor dureza. La eficacia de las inclusiones como sitios de nucleación en los metales de soldadura de acero de baja aleación modernos es tal que la bainita intragranular de escala fina puede nuclearse en ellos, tanto por enfriamiento continuo como por transformación isotérmica por debajo de la temperatura de inicio de bainita. 
En la literatura ha surgido cierta confusión, ya que esta bainita intragranular de escala fina, que puede parecerse a la ferrita acicular en su aspecto en el microscopio óptico, ha sido llamada ferrita acicular por algunos investigadores. Ver, por ejemplo.